# Gavà

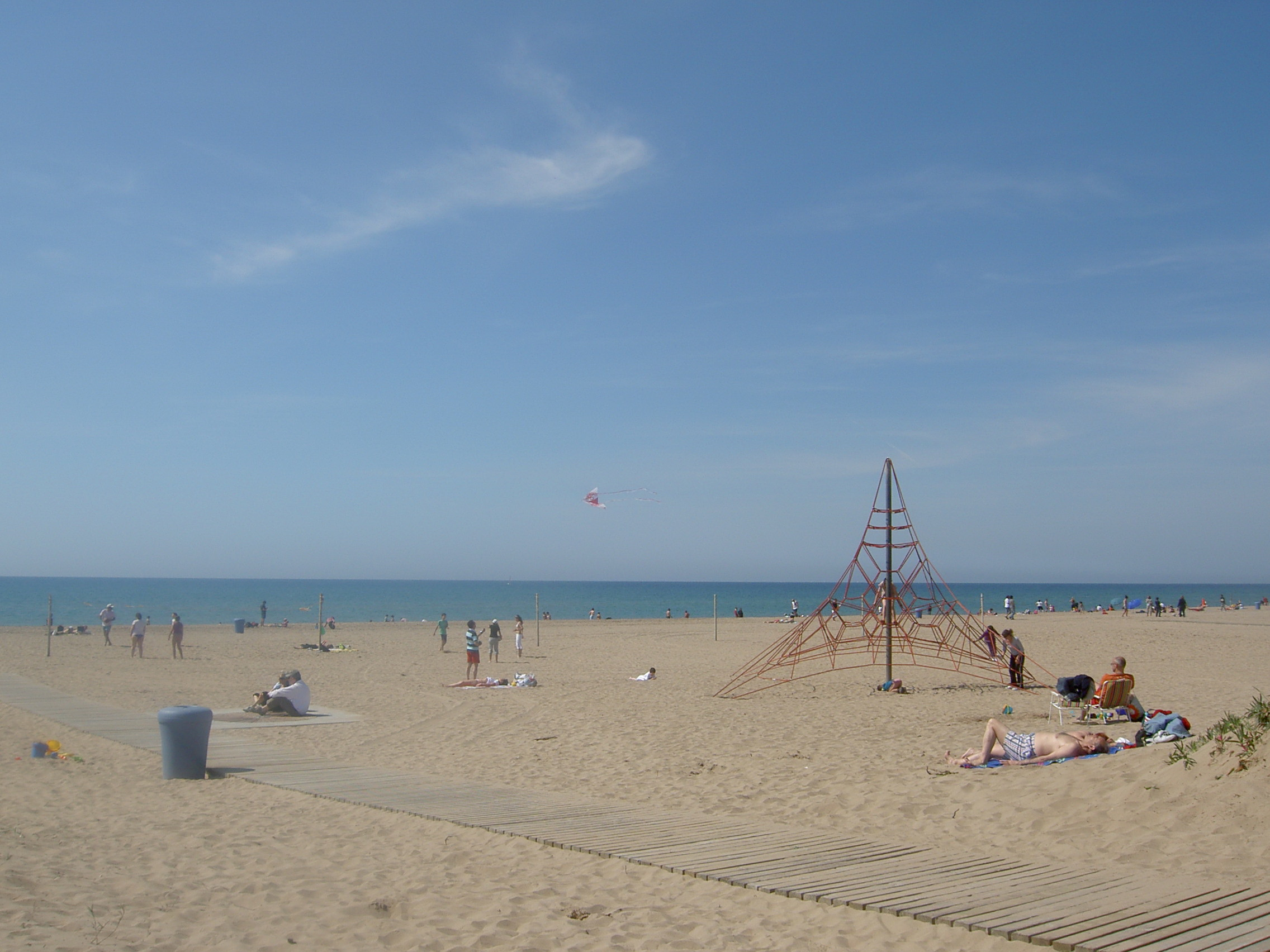
Gava Strand

Gavà [gəˈβɑ] (spanisch Gavá) ist eine katalanische Stadt in der Provinz Barcelona im Nordosten Spaniens. Sie liegt in der Comarca Baix Llobregat. Gavà gehört zur Metropolregion Àrea Metropolitana de Barcelona.

## Lage und Klima
Gavà liegt rechts des Llobregat im Ballungsraum von Barcelona. Das Klima ist mediterran mit heißen Sommern und geringen Niederschlägen; diese aber konzentriert auf Frühjahr und Herbst.

## Geschichte
Der Linguist Joan Coromines leitet den Ortsnamen aus dem lateinischen Eigennamen Gavius ab. In mittelalterlichen Dokumenten wird der Ort Gavano (1002) und Gevanum (1011) bezeichnet. 1131 ist bereits der aktuelle Name dokumentiert.
Die erste Erwähnung von 1002 betrifft die Schenkung eines Allods (Besitzrecht) in Gavano an ein Kloster. Die Siedlung Gavà war Teil des Burgbezirks und späteren Baronie Eramprunyà. Die Burg gehörte den Grafen von Barcelona, bis 1323 der amtierende Graf und König von Aragon, Jaume II., die Baronie an den königlichen Kämmerer Pere Marc übergab. Die Baronie umfasste die Orte, Burgen und Pfarreien von Castelldefels, Begues, Sant Climent de Llobregat, Viladecans, Gavà und Sant Boi de Llobregat. 1449 ging die Baronie von der Familie Marc an die Familie Fiveller de Palou über.

## Kultur
Die Festa Major findet zu Sant Pere (29. Juni) statt und dauert vier Tage. Am 14. Dezember wird in einem weiteren Fest Sant Nicari geehrt, welcher der Legende nach den Ort von der Pest befreite.

## Wirtschaft und Verkehr
Gavà ist über die Schnellstraße aus Castelldefels direkt mit Barcelona verbunden. Seit 1881 hat die Stadt einen Bahnhof an der Linie Barcelona – Vilanova i la Geltrú
In der zweiten Hälfte des 18. Jahrhunderts hatte die Landwirtschaft eine große Bedeutung. Noch heute werden auf ca. 400 ha fruchtbaren Sandbodens vor allem Artischocken, Salate, Spinat und Spargel angebaut.
Mit dem 20. Jahrhundert begann in Gavà die Industrialisierung. 1909 wurde der Ort elektrifiziert, und 1917 gründete die Familie Roca i Soler ein Keramikwerk, das sich unter dem Namen Roca Sanitario rasch zum bis heute führenden spanischen Hersteller von Sanitärkeramik entwickelte. Der Bedarf dieses Unternehmens an Arbeitskräften war für die weitere Entwicklung der Stadt entscheidend. Überwiegend durch Immigranten aus Murcia und Aragonien erhöhte sich die Bevölkerungszahl bis 1930 auf über 5.000. In der Folgezeit siedelten sich weitere Industriezweige in dem Ort an. Heute spielen der Stahlbau und die chemische Industrie die wichtigste Rolle. Noch immer ist Roca einer der größten Arbeitgeber der Stadt. Insgesamt gibt es in Gavà heute etwa hundert Industriebetriebe mit rund 5.000 Beschäftigten.
Seit den 1960er Jahren spielt auch der Tourismus eine wichtige Rolle. Die Küstenlinie der Stadt erstreckt sich über vier Kilometer vom Naturschutzgebiet La Murtra im Osten bis La Pineda de la Marina im Westen.

## Söhne und Töchter der Stadt
- Sígfrid Gràcia (1932–2005), Fußballspieler
- Ángel Edo (* 1970), Radrennfahrer
- Antoni Lima Solà (* 1970), Fußballspieler
- Candela Peña (* 1973), Schauspielerin
- Víctor Valdés (* 1982), Fußballtorhüter
- Martín Montoya (* 1991), Fußballspieler

## Städtepartnerschaft
- Olocau (Region Valencia) seit 1. Juli 2006

Aus der infrastrukturschwachen valencianischen Gemeinde Olocau (heute rund 2000 Einwohner) wanderten seit Beginn des 20. Jahrhunderts viele Menschen über Generationen in das aufstrebende Gavà, um zu arbeiten, zunächst in einer Besenfabrik, später hauptsächlich bei Roca Sanitario. Auch nach vielen Jahren sind die familiären und freundschaftlichen Beziehungen zwischen den Menschen beider Orte fest.